# 弗朗茨·格拉曉夫
弗朗茨·格拉曉夫（德語：Franz Grashof；1826年7月11日—1893年10月26日）是一位德國工程師。曾任卡爾斯魯厄理工學院應用力學系教授。
用於描述自然對流的格拉曉夫數即是以他之名命名的。